# Porteria albopunctata
Espèce
Porteria albopunctata est une espèce d'araignées aranéomorphes de la famille des Desidae.

## Distribution
Cette espèce est endémique du Chili,. Elle se rencontre dans les régions de Magallanes et d'Aysén.

## Description
Le mâle syntype mesure 5 mm et la femelle syntype 5 mm.
Le mâle décrit par Roth en 1967 mesure 5,2 mm et la femelle 5,6 mm.
Le mâle décrit par Morrill, Crews, Esposito, Ramírez et Griswold en 2023 mesure 5,70 mm et la femelle 5,76 mm.

## Systématique et taxinomie
Cette espèce a été décrite par Simon en 1904.

## Publication originale
- Simon, 1904 : « Étude sur les arachnides du Chili recueillis en 1900, 1901 et 1902, par MM. C. Porter, Dr Delfin, Barcey Wilson et Edwards. » Annales de la Société entomologique de Belgique, vol. 48, p. 83-114 (texte intégral).